# Idar Andersen
Idar Andersen (Melhus, 30 aprile 1999) è un ex ciclista su strada norvegese, professionista dal 2020 al 2024.

## Palmarès

### Strada
- 2017 (Juniores, tre vittorie)

1ª tappa Corsa della Pace Juniores (Litoměřice > Litoměřice)
Classifica generale Corsa della Pace Juniores
Campionati norvegesi, Prova  in linea Junior
- 2019 (Uno-X Norwegian Development Team, due vittorie)

Campionati norvegesi, Prova  in linea Under-23
- 2020 (Uno-X Pro Cycling Team, una vittoria)

2ª tappa Tour te Fjells (Sanderstølen > Sanderstølen)
- 2021 (Uno-X Pro Cycling Team, due vittorie)

Classifica generale Tour de la Mirabelle
Lillehammer GP
- 2022 (Uno-X Pro Cycling Team, una vittoria)

Boucles de l'Aulne-Châteaulin
- 2024 (Uno-X Mobility Development Team, due vittorie)

Sundvolden GP
Ringerike GP

#### Altri successi
- 2020 (Uno-X Pro Cycling Team)

1ª tappa Giro della Regione Friuli Venezia Giulia (Aquileia > Grado, cronosquadre)
- 2021 (Uno-X Pro Cycling Team)

Prologo Tour de la Mirabelle (Tomblaine)
Classifica giovani Tour de la Mirabelle
Classifica giovani Okolo Slovenska

## Piazzamenti

### Classiche monumento
- Liegi-Bastogne-Liegi

2022: ritirato

### Competizioni mondiali
- Campionati del mondo

Bergen 2017 - In linea Junior: 57º
Innsbruck 2018 - In linea Under-23: 90º
Yorkshire 2019 - In linea Under-23: 43º
Fiandre 2021 - In linea Under-23: 79º

### Competizioni europee
- Campionati europei

Herning 2017 - In linea Junior: 53º
Plouay 2020 - In linea Under-23: 48º
Trento 2021 - In linea Under-23: 42º